# Stephen Laybutt
Stephen Laybutt (Lithgow, 3 de setembro de 1977 – Nova Gales do Sul, 14 de janeiro de 2024) foi um futebolista profissional australiano que atuava como defensor.

## Carreira
Stephen Laybutt representou a Seleção Australiana de Futebol, nas Olimpíadas de 2000 que atuou em casa.

## Morte
Laybutt teve seu corpo encontrado num matagal, perto de Cabarita Beach, Nova Gales do Sul, no dia 14 de janeiro de 2024, aos 46 anos. A polícia disse que as circunstâncias de sua morte não estavam sendo tratadas como suspeitas, e um relatório deverá ser preparado para o legista.